# Cyrtandra locuples
Cyrtandra locuples är en tvåhjärtbladig växtart som beskrevs av Spencer Le Marchant Moore. Cyrtandra locuples ingår i släktet Cyrtandra och familjen Gesneriaceae. Inga underarter finns listade i Catalogue of Life.